# Abu-l-Fawaris Àhmad ibn Alí ibn al-Ikhxid
Abu-l-Fawaris Àhmad ibn Alí ibn al-Ikhxid (àrab: أبو الفوارس أحمد بن على بن الإخشيد, Abū l-Fawāris Aḥmad ibn ʿAlī ibn al-Iẖxīd) (957-?) fou el darrer emir ikhxídida d'Egipte (968-969). Era fill de l'emir Abu-l-Hàssan Alí ibn al-Ikhxid (961-966) i a la mort l'emir Abu-l-Misk Kàfur el 968 el jove príncep fou posat al tron sota la regència d'Abu-l-Fadl Jàfar ibn al-Furat (921-1001) que ja havia estat visir sota el seu oncle Unujur (946-961), el seu pare Ali (961-966) i sota Kàfur (966-968), però sempre sota l'ombra d'aquest darrer.
Al cap de pocs mesos no va poder controlar la situació i el motí de les forces lleials a Kafur primer, i les forces ikhshídides en general després, van obligar el regent a fugir i amagar-seque i el seu palau fou saquejat. Al-Hasan ibn Ubayd Allah, emparentat amb els ikxídides i governador de Síria, va intervenir i va ordenar detenir a Djafar.
Poc després amb el general Djawhar al-Sikilli a les portes del Caire, Djafar fou alliberat i posat altre cop al front del govern. Djawhar va triomfar a al-Djiza (30 de juny). El visir va signar un tractat amb els generals fatimita, i va facilitar la seva entrada a al-Fustat (1 de juliol). En una declaració llegida en públic es va guanyar la confiança dels egipcis, consolidada amb el nomenament com a visir de Djafar Ibn al-Furat (que va refusar el càrrec).
La sort del jove emir és desconeguda.